# Cass Township (comté de Greene, Missouri)
Pour les articles homonymes, voir Cass Township.
Cass Township est un ancien township du comté de Greene dans le Missouri, aux États-Unis,.
Le township est baptisé en référence à Lewis Cass.

## Source de la traduction
- (en) Cet article est partiellement ou en totalité issu de l’article de Wikipédia en anglais intitulé « Cass Township, Greene County, Missouri » (voir la liste des auteurs).